# Chapelle castrale de Moëslains
Pour les articles homonymes, voir Saint Aubin.
La chapelle castrale de Moëslains est une église romane du XIIe siècle, située dans le département de la Haute-Marne, en France.

## Histoire
Elle est dédiée à Aubin d'Angers depuis que Guillaume le Tur, évêque de Châlons de 1440 à 1453, y déposa des reliques du saint.
La chapelle et la fontaine était le lieu d'un pèlerinage au 1er mars depuis 400 ans.
Elle fut longtemps l'église paroissiale de Moeslains, Hoéricourt et Valcourt, mais fut fermée en 1995 pour cause de vétusté. Rénovée depuis 2005, elle est un lieu cultuel et culturel depuis sa réouverture en 2015.
Elle a fait l’objet d’un classement au titre des monuments historiques par la liste de 1862 protégeant la totalité de l'église.

## Architecture
Elle est en forme de croix latine. Sur la croisée de transept se trouve un petit clocher surmonte une abside à trois pans. Elle fait 23m de longueur, 12,5 de largeur pour 10m de hauteur.
La façade occidentale n'est percée que de la porte, deux oculus sur les côtés. La nef romane est percée de quatre fenêtres haute au sud et trois, à demi-fermées au nord, et elle a conservé ses deux bas-côtés. Ils ont une fenêtre au sud et deux fenêtre et une porte au nord.
L'abside a été remaniée en style gothique au XVe siècle et a une salle au nord, sacristie qui possède une cheminée. L'abside est éclairée par trois baies de style flamboyant.

## Galerie

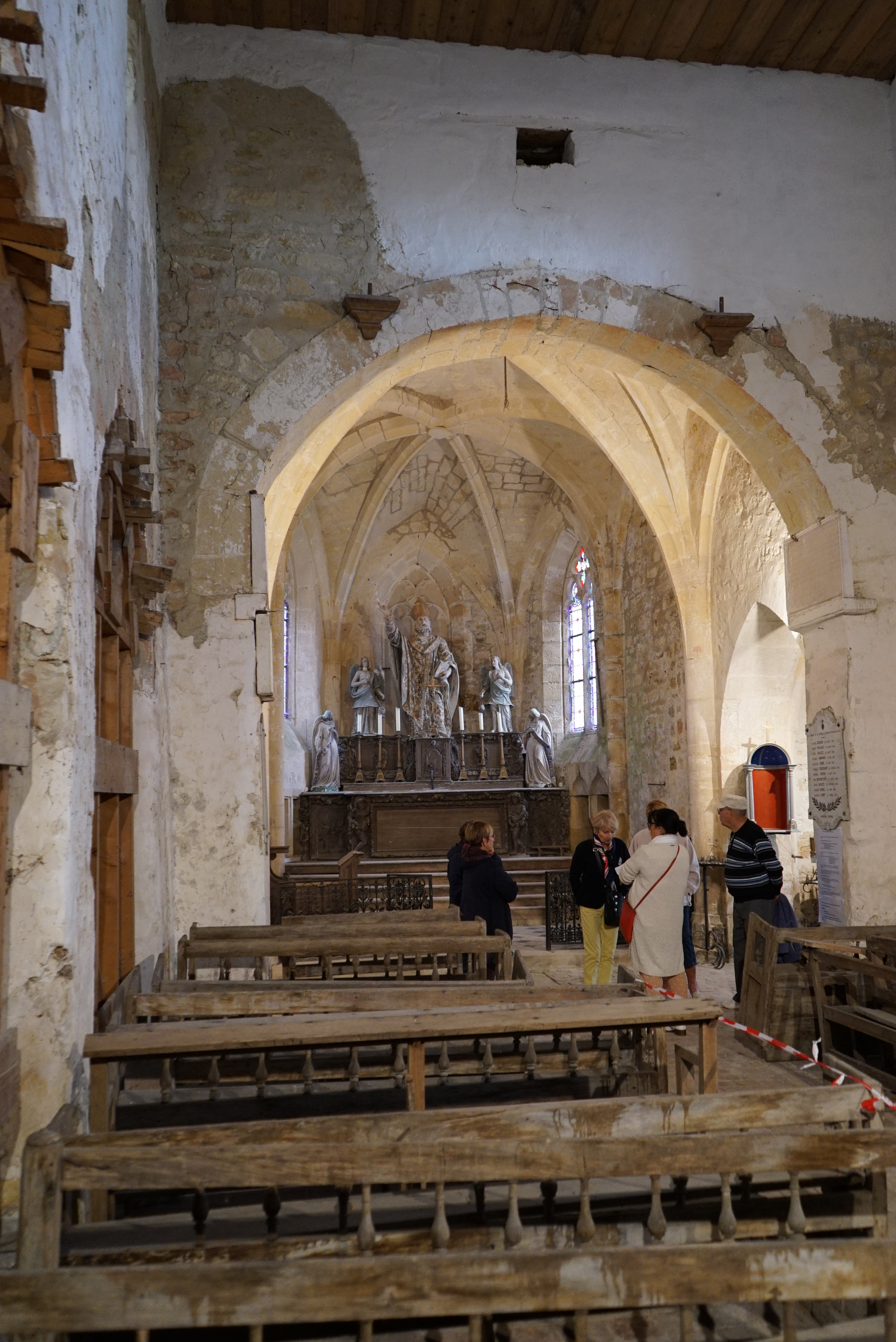
Bas-côté sud,
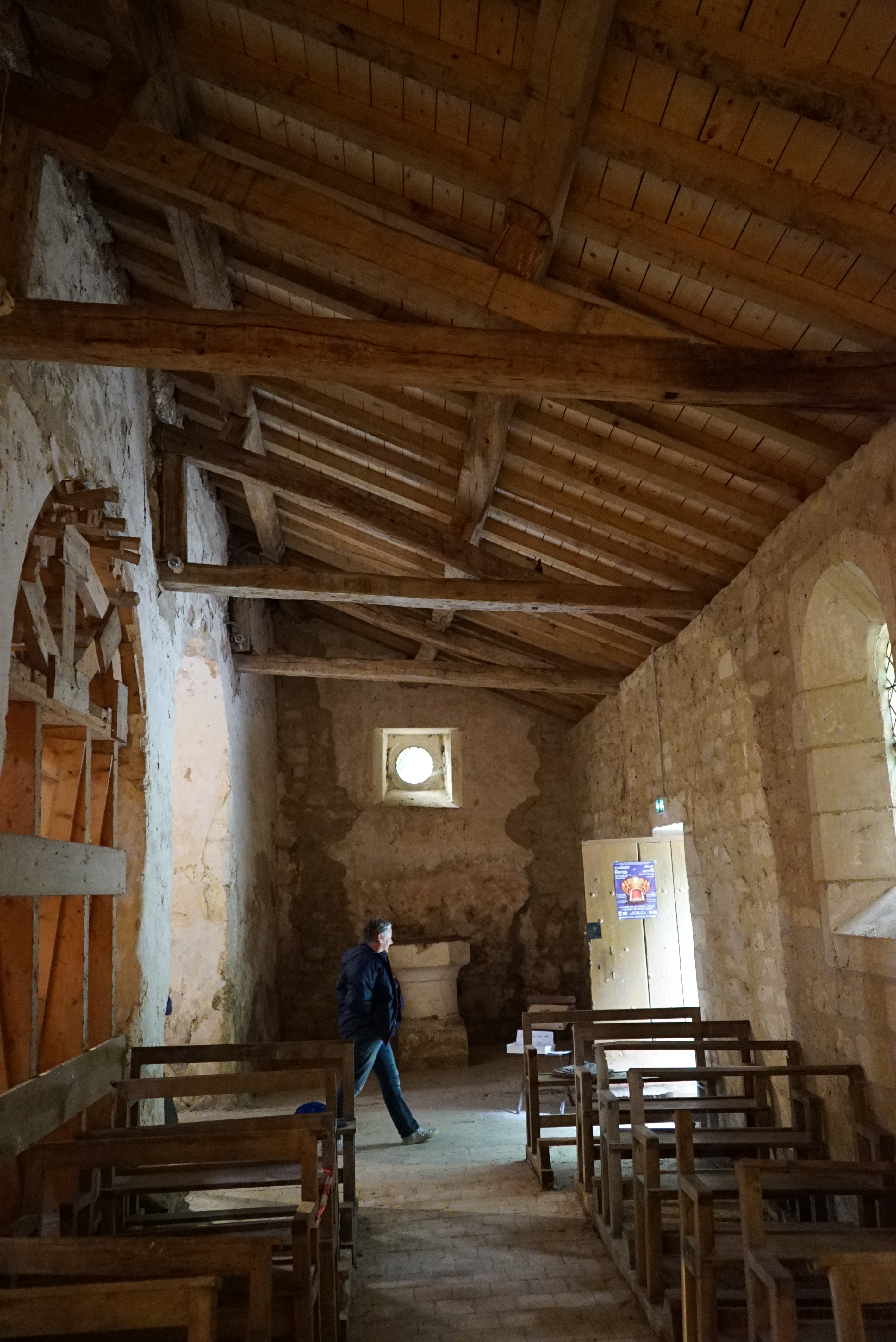
bas-côté nord,
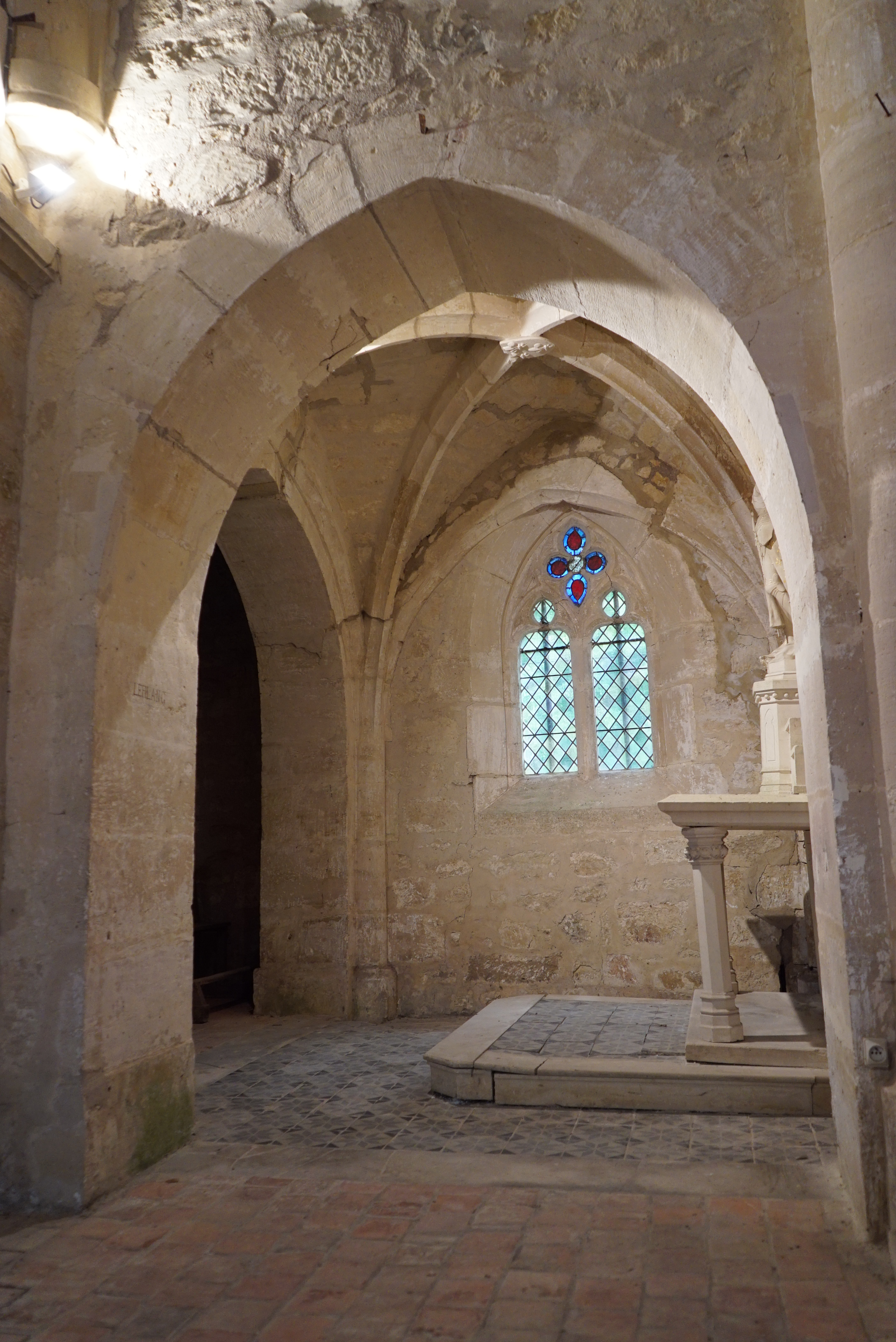
Chapelle du transept nord.

## Mobilier
Il comprend un autel renaissance en bois décorée d'angelots et de fleurs, une statue d'Aubins d'Angers de 2,33m.

## Cimetière

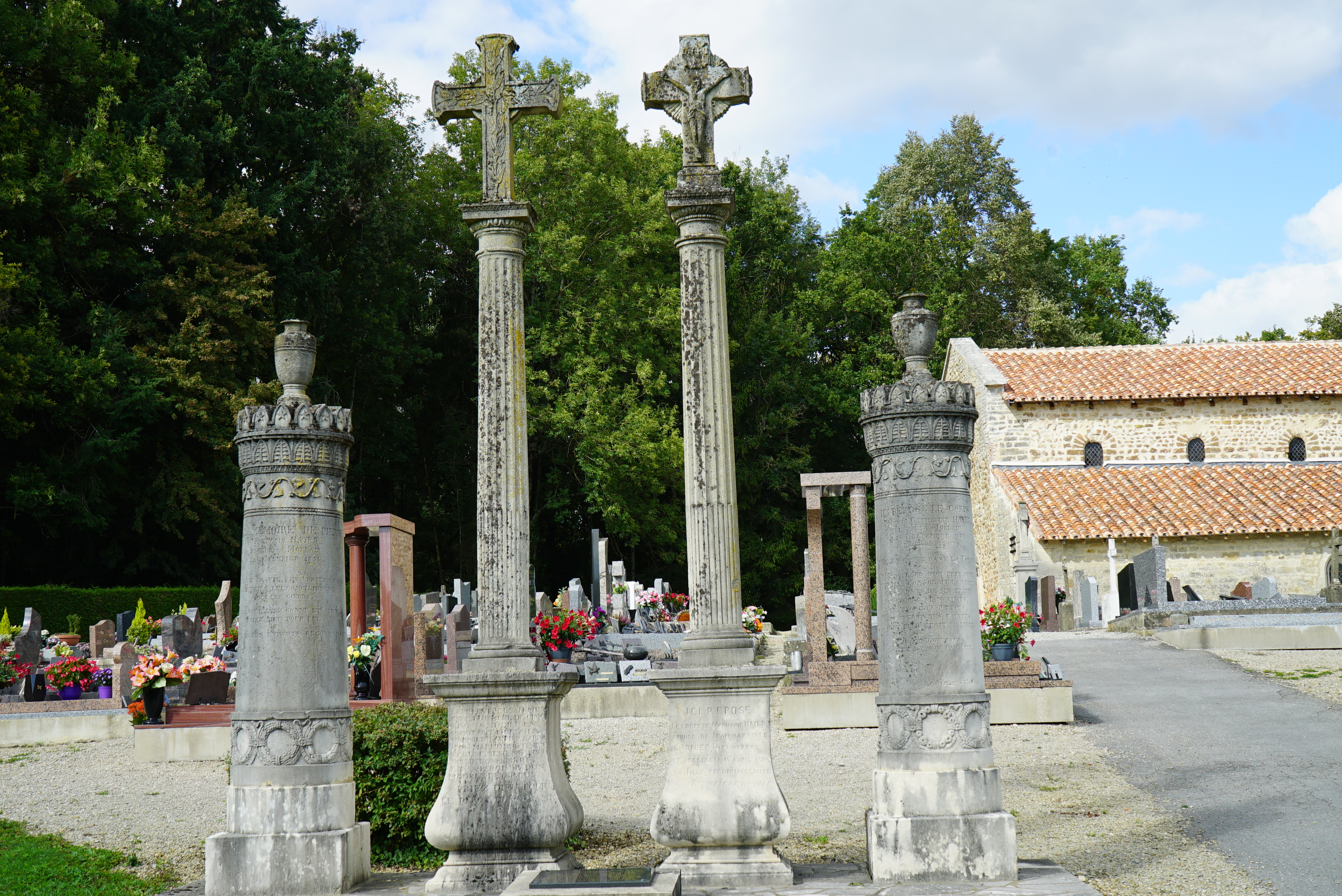
Entrée du cimetière.

Elle est entourée d'un cimetière où se trouvent des monuments et colonnes funéraires de bateliers, lesquels furent très présents au village du fait de son accès à la Marne.